# Alejandro J. Müller
Alejandro J. Müller es un ingeniero de materiales y profesor emérito de la Universidad Simón Bolívar (Venezuela), ganador de diversos premios, entre ellos, el Premio Lorenzo Mendoza Fleury en 1995, uno de los más importantes en el área científica venezolana. En 2009 fue incorporado como individuo de número a la Academia Nacional de la Ingeniería y el Hábitat. Es uno de los investigadores uesebistas con mayor número de publicaciones científicas.

## Carrera académica
En 1981, egresó de la Universidad Simón Bolívar con el título de ingeniero de Materiales, mención polímeros. Luego, en 1983, obtiene el título de magíster scientiarum en Química en el Instituto Venezolano de Investigaciones Científicas, con la distinción magna cum laude. Ese mismo año ingresa a la Universidad Simón Bolívar como profesor del Departamento de Ciencia de Materiales.